# Katamenes dimidiatus
Katamenes dimidiatus är en stekelart som först beskrevs av Gaspard Auguste Brullé 1832.  Katamenes dimidiatus ingår i släktet Katamenes och familjen Eumenidae.

## Underarter
Arten delas in i följande underarter:
- K. d. arrectus
- K. d. montanus
- K. d. watsoni
- K. d. fulvus